# Karel Barbierprijs
Der Karel Barbierprijs (Karel Barbierpreis) ist ein belgischer Literaturpreis.
Mit dem Preis können herausragende historische Romane über Ereignisse oder Personen aus der Geschichte Belgiens, die in niederländischer Sprache verfasst sind, ausgezeichnet werden.
Der mit 500 Euro dotierte Preis wurde 1927 von Karel Barbier gestiftet und wird von der Königlichen Akademie für Niederländische Sprach- und Literaturwissenschaften (KANTL) in Gent vergeben.
Ursprünglich erfolgte die Preisvergabe in einem Zweijahresturnus. Seit 2003 wird der Karel Barbierpreis alle fünf Jahre vergeben. Die ausgezeichneten Romane müssen innerhalb des Kandidaturturnus vordere Plätze in den Bestsellerlisten belegen.

## Preisträger
- 2001 – Staf Schoeters für den Roman De schaduw van de adelaar
- 1995 – Willy Schuyesmans für den Roman De winter van de Belgica
- 1993 – Henriette Claessens für den Roman Een wilde roos
- 1991 – Maria Vlamijnck für den Roman Toledo
- 1985 – Valère Marcel Depauw für seine Sibyllietrilogie (Bijwijlen lief, bijwijlen leed (1981), Ik ben zo wijd (1982) und Bevrijd van alle nood (1984))
- 1981 – Jaak Stervelynck für den Roman De dagen van Hondschoote
- 1965 – Armand Boni für den Roman De Paap van Stabroek
- 1963 – Louis Paul Boon für den Roman De zoon van Jan de Lichte
- 1959 – Fred Germonprez für den Roman Kaper Jan Bart (Deutsche Übersetzung: Jan Bart. Union Verlag 1959)
- 1953 – Leo Mets für den Roman Christiaan Reinland
- 1949 – Emiel van Hemeldonck für den Roman De cleyne Keyser (Deutsche Übersetzung: Der kleine Kaiser. Pattloch Verlag 1952)
- 1947 – Valery Stuyver für den Roman De hinde van den Heer
- 1943 – F.R. Boschvogel für den Roman Willem van Loo
- 1939 – Edward Rombauts  für den Roman Adriaan Poirters
- 1937 – Arthur Broeckaert für den Roman Jan Palfijn
- 1935 – Jef Crick für den Roman De ridder van het slot van Laerne
- 1931 – Paul Kenis für den Roman Uit het dagboek van Lieven de Myttenaere